# NGC 6403
NGC 6403 é uma galáxia lenticular (S0) localizada na direcção da constelação de Pavo. Possui uma declinação de -61° 40' 55" e uma ascensão recta de 17 horas, 43 minutos e 23,6 segundos.
A galáxia NGC 6403 foi descoberta em 28 de Junho de 1834 por John Herschel.